# Bertya sharpeana
Bertya sharpeana là một loài thực vật có hoa trong họ Đại kích. Loài này được Guymer mô tả khoa học đầu tiên năm 1988.